# Zala Kuštrin
Zala Kuštrin, slovenska nogometašica, * 18. junij 1998.
Zala je za Slovenijo nastopila na kvalifikacijah za žensko svetovno prvenstvo v nogometu 2019..